# Hunter (Björk)
Hunter è una canzone della cantante islandese Björk, ed è il terzo singolo tratto dall'album Homogenic.

## Descrizione
Il testo racconta il processo dello scrivere canzoni. Nel video si vede la cantante calva e nuda dalle spalle in su. Si scuote e si muove e man mano si trasforma in un orso polare.
In occasione del Björk Orkestral, serie di concerti del 2021 in cui ha celebrato la sua carriera, Björk ha affermato sulla canzone:
Dal punto di vista musicale, il brano si distingue per le sonorità elettroniche che incontrano quelle sinfoniche.

## Tracce

### CD1
1. Hunter (Radio Edit) – 3:29
2. All Is Full of Love (In Love with Funkstorung) – 5:24
3. Hunter (μ-Ziq Remix) – 7:00

### CD2
1. Hunter – 4:12
2. Hunter (State of Bengal Remix) – 7:47
3. Hunter (Skothus Mix) – 9:12

### CD3
1. Hunter (Mood Swing Remix) – 3:03
2. So Broken (DJ Krust Mix) – 8:13
3. Hunter (Live)

## Classifiche
| Paese       | Posizione più alta |
| ----------- | ------------------ |
| Francia     | 55                 |
| Regno Unito | 44                 |